# 오모리 쇼
오모리 쇼(일본어: 大森 渚生, 1999년 8월 19일~)는 일본의 축구 선수이다.

## 구단 경력
그는 2022년 J2리그의 도치기 SC에 입단했다. 2024년까지 104경기에 출전하여, 2득점을 넣었다. 2025년 미토 홀리호크로 이적했다.